# Вудворд, Самюэль (геолог)
Самуэль Вудворд (англ. Samuel Woodward; 1790—1838) — английский геолог и антиквар.

## Биография
Родился 3 октября 1790 года в Норидже (Англия).
Был по большей части самоучкой. Выучился к 1804 году на изготовителя тканых материалов и бумазеи. Вкус к серьезным исследованиям был вызван у Самуэля его мастерами — Alderman John Herring и Joseph John Gurney. Заинтересовавшись геологией и археологией, Вудворд начал формировать собственную коллекцию, которая после его смерти была приобретена для музея в Норвиче. 
В 1820 году он получил должность клерка в норвичском банке Gurney's Bank (впоследствии банк Barclays). В Норвиче Хадсон Герни (антиквар) и Доусон Тёрнер (банкир и ботаник), оба являвшиеся членами Лондонского Королевского общества, поощряли его научную работу.
Самуэль Вудворд стал автором ряда работ, в числе которых:
- A Synoptical Table of British Organic Remains (1830),
- An Outline of the Geology of Norfolk (1833),
- The Norfolk Topographer's Manual (1842),
- The History and Antiquities of Norwich Castle (1847).

Умер 14 января 1838 года в Англии.

### Семья
Дети Самуэля Вудворда:
- Бернард Болингброк Вудворд[англ.] (1816—1869) — был библиотекарем и хранителем гравюр и рисунков в Виндзорском замке.
- Самуэль Пикворт Вудворд (1821—1865) — был английским геологом и палеонтологом.
- Генри Болингброк Вудворд[англ.] (1832—1921) — также был английским геологом и палеонтологом.